# Herttoniemi
Herttoniemi (Zweeds: Hertonäs) is een station van de metro van Helsinki.
Het station, dat geopend is op 1 juni 1982, is een bovengronds station. Het ligt 1,4 kilometer ten noordoosten van het metrostation Kulosaari. Het volgende station op de lijn richting de oostelijke voorsteden is Siilitie dat opnieuw 1,4 kilometer verder ligt.
Kivenlahti · 
Espoonlahti · 
Soukka · 
Kaitaa · 
Finnoo · 
Matinkylä ·
Niittykumpu ·
Urheilupuisto ·
Tapiola ·
Aalto-yliopisto ·
Keilaniemi ·
Koivusaari ·
Lauttasaari ·
Ruoholahti ·
Kamppi ·
Rautatientori ·
Helsingin yliopisto ·
Hakaniemi ·
Sörnäinen ·
Kalasatama ·
Kulosaari ·
Herttoniemi ·
Siilitie · 
Itäkeskus
Noordelijke tak:
Myllypuro ·
Kontula ·
Mellunmäki
Oostelijke tak:
Puotila ·
Rastila ·
Vuosaari